# Plectris aulai
Plectris aulai är en skalbaggsart som beskrevs av Bruch 1909. Plectris aulai ingår i släktet Plectris och familjen Melolonthidae. Inga underarter finns listade i Catalogue of Life.